# Char Fasson Upazila
Char Fasson Upazila är ett underdistrikt i Bangladesh. Det ligger i den södra delen av landet, 170 km söder om huvudstaden Dhaka. 